# Le Breuil-en-Bessin
Le Breuil-en-Bessin là một xã ở tỉnh Calvados, thuộc vùng Normandie ở tây bắc nước Pháp.